# Glândula pineal
A glândula pineal, também conhecida como conarium, epífise cerebral ou simplesmente pineal, é uma pequena glândula endócrina no cérebro dos vertebrados. A glândula pineal produz melatonina, um hormônio derivado da serotonina que modula os padrões de  sono nos ciclos circadianos e sazonais. A forma da glândula se assemelha a uma pinha, daí o seu nome. A glândula pineal está localizada no epitálamo, perto do centro do cérebro, entre os dois hemisférios, escondida em um sulco onde as duas metades do tálamo se unem.
Quase todas as espécies de vertebrados possuem uma glândula pineal. A exceção mais importante é uma classe primitiva, os peixes-bruxa. Entretanto, mesmo nesse grupo pode haver uma estrutura "equivalente à pineal" no dorso do diencéfalo. O anfioxo Branchiostoma lanceolatum, o vertebrado existente mais próximo, também carece de uma glândula pineal reconhecível. As lampreias, outros vertebrado primitivos, no entanto não possuem pineal. Alguns vertebrados mais evoluídos perderam a glândula pineal ao longo de sua evolução.
Os resultados das diversas pesquisas científicas em biologia evolutiva e comparativa, neuroanatomia e neurofisiologia explicam a filogenia da glândula pineal nas diferentes espécies de vertebrados. Do ponto de vista da evolução biológica a glândula pineal é um tipo de fotorreceptor atrofiado. No epitálamo de algumas espécies de anfíbios e répteis está relacionada a um órgão de detecção de luz conhecido como olho parietal, também chamado de olho pineal ou terceiro olho.
René Descartes acreditava que a glândula pineal seria a "principal sede da alma". A filosofia acadêmica entre os seus contemporâneos considerava a glândula pineal como uma estrutura neuroanatômica sem qualidades metafísicas especiais. A ciência a estuda como uma glândula endócrina entre muitas. Mesmo assim, a glândula pineal continua a ter uma posição de destaque entre as pseudociências.

## Localização
A glândula pineal é uma estrutura cinza-avermelhada do tamanho aproximado de caroço de uma laranja, com massa aproximada de 150 mg (medindo em média 5 por 8 mm em humanos), localizada logo superiormente ao colículo superior e atrás da stria medullaris, entre os corpos talâmicos posicionados lateralmente. Anatomicamente, é considerada parte do epitálamo. É uma estrutura epitalâmica pequena e única, situada dorsalmente à região caudal do diencéfalo. Ela é derivada de células neuroectodérmicas e, à semelhança da retina, desenvolve-se a partir de uma invaginação do teto da parede do terceiro ventrículo.[carece de fontes?]
A glândula pineal é, portanto, uma estrutura de linha média, sendo vista frequentemente em radiografias simples de crânio, por sua alta incidência de calcificação - formação de corpos arenáceos ou ''areia do cérebro'' devido à libertação de hormonas por exocitose juntamente com restos vesiculares que se dissolvem por trocas iônicas com íons Ca2+.[carece de fontes?]

## Estrutura e composição
O corpo da pineal consiste, em humanos, de um parênquima lobular de pinealócitos cercados por tecido conjuntivo. A superfície da glândula é recoberta pela cápsula pial.
Apesar de a glândula pineal consistir principalmente de pinealócitos, foram identificados outros quatro tipos de células.[carece de fontes?]
| Tipo de célula                        | Descrição |
| Pinealócitos                          | Consistem de um corpo celular com 4 a 6 processos emergindo, produzem melatonina, e podem ser corados por métodos especiais por impregnação pela prata. |
| Células intersticiais                 | Estão localizadas entre os pinealócitos. |
| Fagócitos perivasculares              | Há muitos capilares na glândula, e os fagócitos estão localizados próximos a esses vasos, funcionando como apresentadores de antígenos.                 |
| Neurônios pineais                     | Em vertebrados superiores, há neurônios na glândula pineal. No entanto, estes não estão presentes em roedores.                                          |
| Células neurônio-símile peptidérgicas | Podem estar presentes em algumas espécies, e podem ter uma função parácrina regulatória.                                                                |

A glândula pineal recebe sua inervação simpática do gânglio cervical superior. No entanto, também está presente uma inervação parassimpática proveniente dos gânglios esfenopalatinos e óticos. Além disso, algumas fibras nervosas penetram a glândula pineal via haste pineal (inervação central). Finalmente, neurônios do gânglio trigêmio inervam a glândula com fibras contendo o neuropeptídeo PACAP (pituitary adenylate cyclase activating peptide).[carece de fontes?]
Folículos humanos contêm quantidade variável de material arenoso, chamado corpora arenacea (ou "acervuli", ou "areia cerebral"). A análise química mostra que é composto de fosfato de cálcio, carbonato de cálcio, fosfato de magnésio, fosfato de amônia e calcita.

## Em vertebrados inferiores
Os pinealócitos em vertebrados inferiores têm forte semelhança com as células fotorreceptoras do olho. Alguns biólogos acreditam que as células pineais humanas de vertebrados partilham um ancestral comum com células da retina.
Em alguns vertebrados, a exposição à luz pode desencadear reação em cadeia de enzimas, hormônios e neuroreceptores, que pode ajudar a regular o ciclo circadiano do animal. Em humanos e outros mamíferos, essa  função é suprida pelo sistema retino-hipotalâmico, que regula o ritmo no núcleo supraquiasmático. Interações sociais e culturais produzem exposições à luz artificial que influencia o "relógio" supraquiasmático. As evidências sobre o papel de compostos fotossensíveis relacionados à opsina na pele de mamíferos são controversas atualmente.
Estudos sugerem que a pineal possa ter alguma função como magnetorreceptor em alguns animais, especialmente em pássaros migratórios, onde poderiam funcionar como bússolas.
Alguns fósseis de crânio têm um foramen pineal, corroborada pela fisiologia da lampreia moderna, da tuatara e de outros vertebrados.[carece de fontes?]

## Função

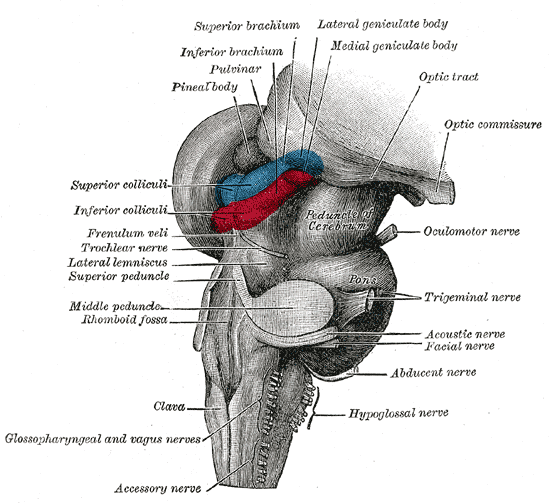
Em destaque, colículos superiores e inferiores. Superiormente a eles, a glândula pineal.

Há algumas décadas, acreditava-se que a glândula pineal fosse um órgão vestigial. No entanto, mesmo órgãos vestigiais podem apresentar alguma função, ocasionalmente diferente da função do órgão do qual se originou. Aaron Lerner e colegas da Universidade de Yale descobriram que a melatonina está presente em altas concentrações na pineal. A melatonina é  um hormônio derivado do aminoácido triptofano, que tem outras funções no sistema nervoso central. A produção de melatonina pela pineal é estimulada pela escuridão e inibida pela luz.
A retina detecta a luz, sinalizando a informação para o núcleo supraquiasmático. Fibras neuronais que se projetam deste para os núcleos paraventriculares, que transmitem os sinais circadianos para a medula espinal e via sistema simpático para os gânglios cervicais posteriores, e destes para a glândula pineal.[carece de fontes?]
A glândula pineal é grande na infância e reduz de tamanho na puberdade. Parece ter um papel importante no desenvolvimento sexual, na hibernação e no metabolismo e procriação sazonais. Acredita-se que os altos níveis de melatonina em crianças inibem o desenvolvimento sexual, e tumores da glândula (com conseqüente perda na produção do hormônio) foram associados a puberdade precoce. Após a puberdade, a produção de melatonina é reduzida, e a glândula freqüentemente está calcificada em adultos.[carece de fontes?]
A estrutura histológica da pineal parece ter similaridades evolutivas com células da retina de cordados. Demonstrou-se que aves e répteis modernos expressam o pigmento fototransdutor melanopsina na glândula pineal. Acredita-se que as glândulas pineais de aves possam funcionar como os núcleos supra-quiasmáticos de mamíferos.
Relatos em roedores sugerem que a glândula pineal pode influenciar a ação de drogas de abuso como a cocaína e antidepressivos como a fluoxetina; e pode também contribuir na regulação da vulnerabilidade neuronal a lesões.

## Cultura e sociedade

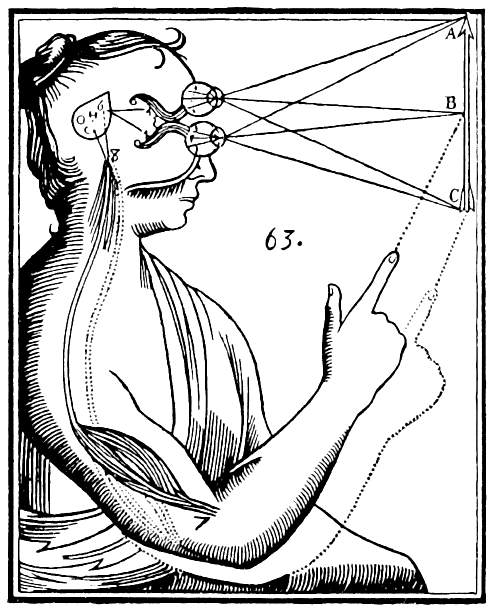
Esquema de funcionamento da glândula pineal segundo Descartes (1641)

René Descartes, o filósofo e cientista do século XVII, possuía grande interesse em anatomia e fisiologia. Ele discutiu a glândula pineal em dois de seus livros e afirmava ser a glândula o ponto da união substancial entre corpo e alma — um órgão com funções transcendentes. Descartes ajustou o conceito metafísico de alma com a posição anatômica da pineal para construir a dualidade corpo-alma. Mas as pesquisas realizadas com técnicas de neuroimagem embasam a concepção monística, reforçando a visão do consenso científico.
No final do século XIX, Madame Blavatski, fundadora da teosofia, relacionou a glândula pineal com o conceito hindu de terceiro olho, ou Ajna chakra. Essa associação continua popular atualmente.
No conto "From Beyond" de H. P. Lovecraft, um cientista cria um dispositivo eletrônico que emite uma onda ressonante, a qual estimula a glândula pineal da pessoa atingida, permitindo que esta perceba planos de existência além da realidade de consenso, um ambiente estranho translúcido se sobrepondo à nossa realidade normalmente reconhecida. O livro recebeu uma adaptação cinematográfica em 1986, traduzida para o português como "Do Além".
Esta hipótese também foi usada para tentar explicar supostos fenômenos paranormais como a clarividência, a telepatia e a mediunidade. Em Missionários da Luz, obra de Chico Xavier atribuída ao espírito André Luiz, a epífise é descrita como a glândula da vida espiritual e mental que caracteriza um órgão de elevada expressão no corpo etéreo.

## Etimologia
Segundo a etimologia, a palavra epífise deriva da língua grega. O prefixo “Epi” significa: "acima", "sobre", de forma superior, de ordem superior. “Fise” origina-se da palavra grega “Physis”, que quer dizer "natureza". Portanto “Epi” + “Fise” = Epífise,  representa uma glândula que está em grau superior em termos de qualidade natural.

## Imagens adicionais

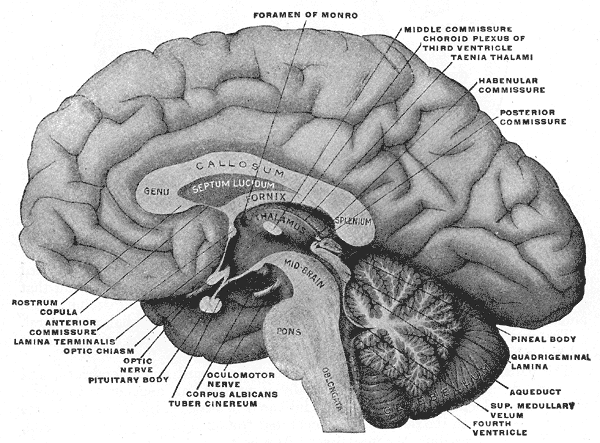
Aspecto medial do cérebro seccionado no plano sagital mediano.
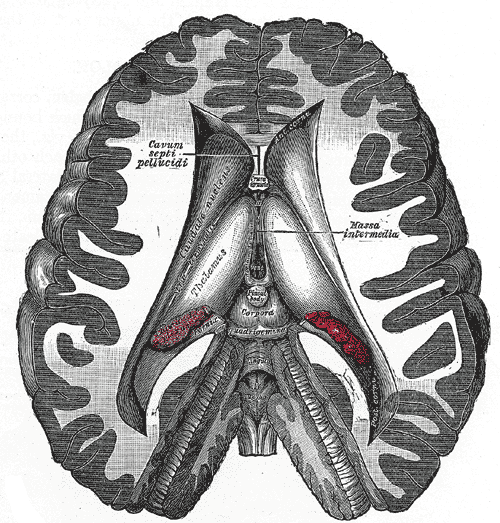
Dissecção mostrando os ventrículos cerebrais.
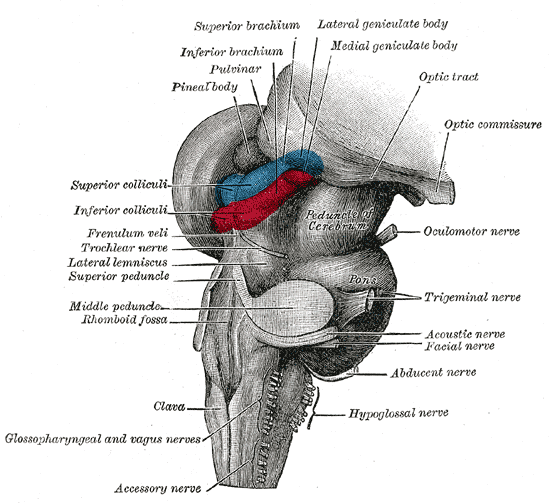
Romboencéfalo e mesencéfalo; vista póstero-lateral.
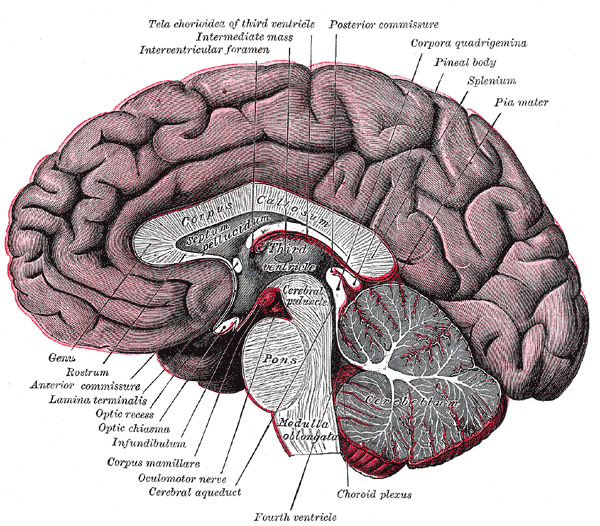
Secção sagital mediana do cérebro.